# Галл (Техас)
Галл (англ. Hull) — переписна місцевість (CDP) в США, в окрузі Ліберті штату Техас. Населення — 669 осіб (2010).

## Географія
Галл розташований за координатами 30°8′50″ пн. ш. 94°38′33″ зх. д. / 30.14722° пн. ш. 94.64250° зх. д. (30.147165, -94.642634).  За даними Бюро перепису населення США в 2010 році переписна місцевість мала площу 5,22 км², з яких 5,16 км² — суходіл та 0,06 км² — водойми.

## Демографія
Згідно з переписом 2010 року, у переписній місцевості мешкало 669 осіб у 259 домогосподарствах у складі 179 родин. Густота населення становила 128 осіб/км².  Було 297 помешкань (57/км²).
Расовий склад населення:
| - 97,0 % — білих - 0,4 % — чорних або афроамериканців - 0,3 % — корінних американців - 0,1 % — вихідців з тихоокеанських островів - 1,0 % — осіб інших рас |

До двох чи більше рас належало 1,0 %. Частка іспаномовних становила 2,7 % від усіх жителів.
За віковим діапазоном населення розподілялося таким чином: 26,8 % — особи молодші 18 років, 59,4 % — особи у віці 18—64 років, 13,8 % — особи у віці 65 років та старші. Медіана віку мешканця становила 36,9 року. На 100 осіб жіночої статі у переписній місцевості припадало 88,5 чоловіків;  на 100 жінок у віці від 18 років та старших — 87,7 чоловіків також старших 18 років.
Середній дохід на одне домашнє господарство  становив 63 801 долар США (медіана — 44 907), а середній дохід на одну сім'ю — 77 550 доларів (медіана — 65 962). За межею бідності перебувало 4,7 % осіб, у тому числі 0,0 % дітей у віці до 18 років та 0,0 % осіб у віці 65 років та старших.
Цивільне працевлаштоване населення становило 196 осіб. Основні галузі зайнятості: виробництво — 21,9 %, сільське господарство, лісництво, риболовля — 21,4 %, публічна адміністрація — 12,2 %, будівництво — 5,1 %.